# Katarzyna Furmanek (lekkoatletka)
Katarzyna Furmanek (ur. 19 lutego 1996) – polska lekkoatletka, młociarka.
W 2015 zdobyła brązowy medal mistrzostw Europy juniorów, a w 2019 letniej uniwersjady.
Medalistka mistrzostw Polski seniorów w rzucie młotem. Medalistka (także w pchnięciu kulą oraz rzucie dyskiem) mistrzostw Polski w juniorskich kategoriach wiekowych. Reprezentantka kraju w seniorskim meczu międzypaństwowym (Cetniewo 2013).
Wnuczka Zdzisława Furmanka.

## Osiągnięcia
| Rok  | Impreza                               | Miejsce    | Lokata               | Wynik |
| ---- | ------------------------------------- | ---------- | -------------------- | ----- |
| 2013 | Mistrzostwa świata juniorów młodszych | Donieck    | 6. miejsce           | 66,64 |
| 2013 | Mistrzostwa Europy juniorów           | Rieti      | el. – 14. miejsce    | 57,34 |
| 2014 | Mistrzostwa świata juniorów           | Eugene     | 7. miejsce           | 61,93 |
| 2015 | Mistrzostwa Europy juniorów           | Eskilstuna | 3. miejsce           | 63,80 |
| 2017 | Młodzieżowe mistrzostwa Europy        | Bydgoszcz  | 6. miejsce           | 66,45 |
| 2018 | Puchar Europy w rzutach               | Leiria     | 3. miejsce (U-23)    | 65,15 |
| 2019 | Puchar Europy w rzutach               | Šamorín    | 11. miejsce          | 68,21 |
| 2019 | Uniwersjada                           | Neapol     | 3. miejsce           | 69,68 |
| 2022 | Puchar Europy w rzutach               | Leiria     | 6. miejsce           | 68,93 |
| 2022 | Mistrzostwa Europy                    | Monachium  | el. – 14. miejsce    | 67,62 |
| 2023 | Puchar Europy w rzutach               | Leiria     | 4. miejsce (grupa B) | 66,45 |
| 2024 | Mistrzostwa Europy                    | Rzym       | 11. miejsce          | 67,50 |
| 2025 | Puchar Europy w rzutach               | Nikozja    | 9. miejsce           | 67,25 |

## Rekordy życiowe
- Rzut młotem (4 kg) – 73,61 (2020) – 5. wynik w historii polskiej lekkoatletyki
- Rzut młotem (3 kg) – 69,61 (2018)